# Андерссон, Суне
Суне Андерссон (швед. Sune Andersson; 22 февраля 1921, Сёдертелье, Стокгольм — 29 апреля 2002, Сольна, Стокгольм) — шведский футболист, полузащитник.

## Клубная карьера
Молодёжную карьеру провёл в «Экерё», в которым играл на протяжении 5 лет. Профессиональную карьеру начал в «Хагалунде», где пробыл 6 сезонов. В 1946 году перешёл в столичный «АИК», в котором сыграл 82 матча и забил 18 мячей. В 1950 году перешёл в итальянскую «Рому», в которой сыграл 59 матчей и забил 12 мячей. В 1953 году Суне закончил карьеру игрока и начал карьеру играющего тренера. Первым клубом стал «Иггесундс», с которым работал с 1953 по 1955 года. Следующие 2 сезона провёл в «Эскильстуне». С 1959 по 1961 года был играющим тренером «Кальмар». Ещё 2 сезона провёл в «Финспонге». В 1964 году стал тренером клуба из родного города Андерссона, «Сёдертелье». Футбольную карьеру закончил в 1971 году в клубе, с которого начинал профессиональную карьеру футболиста, «Хагалунде».
За сборную Швеции провёл 28 матчей и забил 4 мяча. Участник чемпионата мира 1950 года в Бразилии, где Швеция заняла 3-е место (Суне забил 2 мяча в 5 играх). Также Олимпийский чемпион Летних Олимпийских игр 1948 года в Лондоне.

## Достижения

### Клубные
- Обладатель Кубка Швеции: 1949

### Сборная
- Олимпийский чемпион: 1948
- Бронзовый призёр чемпионата мира: 1950